# Pirmin Strasser
Pirmin Franz Strasser (* 16. Oktober 1990 in Linz) ist ein österreichischer Fußballtorwart.

## Karriere

### Verein
Strasser begann seine Karriere beim LASK. 2004 wechselte er zum ASKÖ Pasching. Zur Saison 2005/06 kam er in die Akademie der SV Ried, in der er bis 2009 spielte. Ab der Saison 2008/09 gehörte er zudem dem Bundesligakader der Rieder an, kam jedoch zu keinem Einsatz. Zur Saison 2009/10 wechselte er zum Regionalligisten FC Pasching, für den er nicht zum Einsatz kam.
Daraufhin wechselte er im Jänner 2010 zum ebenfalls drittklassigen SV Grödig. Sein erstes Spiel in der Regionalliga absolvierte er im März 2010 gegen den SC Bregenz. Bis Saisonende kam er zu 13 Einsätzen in der Westliga, die er mit Grödig als Meister beendete und stieg somit in die zweite Liga auf. Nach dem Aufstieg verließ er Grödig jedoch.
Nach zwei Monaten ohne Verein wechselte er im September 2010 zurück zur SV Ried. Bei Ried kam er zu vier Einsätzen für die Amateure in der OÖ Liga. Im Jänner 2011 wechselte er nach Spanien zur UD Almería, wo er für die B-Mannschaft zum Einsatz kommen sollte. In seinem ersten halben Jahr in Spanien kam er zu zwei Einsätzen für die B-Mannschaft in der Segunda División B. In der Saison 2011/12 kam er einmal zum Einsatz. In der Saison 2012/13 absolvierte er 15 Drittligaspiele und stand zudem einmal im Zweitligakader von Almería. In der Saison 2013/14 blieb er ohne Einsatz.
Zur Saison 2014/15 kehrte er zum SV Grödig zurück, der inzwischen in der Bundesliga spielte. Zunächst spielte er bei Grödig jedoch für die Amateure in der Salzburger Liga. Im März 2015 debütierte er in der Bundesliga, als er am 25. Spieltag jener Saison gegen den SK Rapid Wien beim Stand von 2:0 für Rapid in der 27. Minute für den verletzten Cican Stankovic eingewechselt wurde. Strasser kassierte noch zwei Gegentreffer; Grödig verlor in der Hauptstadt mit 4:0. Im Mai 2015 stand er gegen den SCR Altach erstmals von Beginn an am Feld. In der Saison 2014/15 absolvierte er zwei Spiele in der Bundesliga und drei für die Amateure in der vierthöchsten Spielklasse. Im September 2015 erzielte er bei einem 7:1-Erfolg der Amateure gegen den UFC Maria Alm per Elfmeter sein erstes Tor im Erwachsenenfußball. Im Oktober 2015 löste er René Swete, der freigestellt worden war, als Einsertormann ab. Im Februar 2016 verlor er seinen Platz am wieder in die Mannschaft integrierten Swete, zum Saisonende hin war er teilweise auch hinter Alexander Schlager nur noch dritter Torhüter. In der Saison 2015/16 absolvierte er elf Bundesligaspiele und vier in der Salzburger Liga. Mit Grödig stieg er zu Saisonende aus der höchsten Spielklasse ab, woraufhin sich der Verein in den Amateurfußball zurückzog.
Daraufhin wechselte er im August 2016 nach Neuseeland zu Waitakere United. Für Waitakere kam er in der Saison 2016/17 zu 17 Einsätzen in der New Zealand Football Championship. Mit Waitakere scheiterte er im Halbfinale des Meisterplayoff am späteren Meister Team Wellington.
Zur Saison 2017/18 kehrte er wieder nach Österreich zurück und schloss sich dem viertklassigen ASKÖ Oedt an. Strasser kam in allen 30 Spielen in der OÖ Liga zum Einsatz und wurde mit dem Verein Meister. Oedt verzichtete jedoch auf den Aufstieg in die Regionalliga. In der Saison 2018/19 absolvierte er erneut alle 30 Spiele und konnte mit Oedt den Meistertitel verteidigen. Der Verein verzichtete daraufhin erneut auf einen Aufstieg. In der Saison 2019/20 kam er bis zum Saisonabbruch zu 16 Einsätzen. Zur Saison 2020/21 wechselte Strasser zum Regionalligisten WSC Hertha Wels. Für die Welser absolvierte er 13 Regionalligaspiele. Im Jänner 2021 wechselte er zum Bundesligisten SKN St. Pölten, bei dem er einen bis Juni 2021 laufenden Vertrag erhielt. Mit dem SKN stieg er zu Saisonende in die 2. Liga ab. Trotz des Abstiegs hielt Strasser den Niederösterreichern die Treue und verlängerte im Juni 2021 um eine weitere Spielzeit.
Nach viereinhalb Jahren beim SKN wechselte Strasser zur Saison 2025/26 zum viertklassigen TWL Elektra.

### Nationalmannschaft
Strasser absolvierte im Mai 2009 ein Spiel für die österreichische U-19-Auswahl. Von März bis Juni 2011 kam er zwei Mal für die U-21-Mannschaft zum Einsatz.